# پکارد ۱ای-۲۵۰۰
پکارد ۱ای-۲۵۰۰ (به انگلیسی: Packard 1A-2500) یک موتور هواگرد ساختِ کارخانهٔ پکارد در کشور ایالات متحده آمریکا است . 